# دهر (إسلام)
الدّهْرُ  مصطلح إسلامي مستخدم في الكتاب والسنة، وهو مدّةُ الحياة الدّنيا كلها. والدّهْرُ الزمانُ الطويلُ، والزمانُ قلّ أَو كثر. ويقال: كان ذلك دَهْرَ النجم: حين خلق الله النجوم: أولَ الزمان وفي القديم.
وفي القرآن: ﴿هَلْ أَتَى عَلَى الْإِنْسَانِ حِينٌ مِنَ الدَّهْرِ لَمْ يَكُنْ شَيْئًا مَذْكُورًا ۝١﴾ - سورة الإنسان.المعجم الوسيط
اصطلاحاً: الدّهْرُ هو الزمن والوقت والحياة مع تقلب الليل والنهار، قال الحافظ ابن كثير - عند قول الله تعالى :﴿وَقَالُوا مَا هِيَ إِلَّا حَيَاتُنَا الدُّنْيَا نَمُوتُ وَنَحْيَا وَمَا يُهْلِكُنَا إِلَّا الدَّهْرُ وَمَا لَهُمْ بِذَلِكَ مِنْ عِلْمٍ إِنْ هُمْ إِلَّا يَظُنُّونَ ۝٢٤﴾ - سورة الجاثية. وقال الشافعي وأبو عبيدة وغيرهما في تفسير قوله ﷺ : «لا تسبوا الدهر فإن الله هو الدهر» كانت العرب في جاهليتها إذا أصابهم شدة أو بلاء أو نكبة قالوا: «يا خيبة الدهر» فيسندون تلك الأفعال إلى الدهر ويسبونه وإنما فاعلها هو الله تعالى فكأنهم إنما سبوا الله عز وجل لأنه فاعل ذلك في الحقيقة فلهذا نهى عن سب الدهر بهذا الاعتبار لأن الله تعالى هو الدهر الذي يصونه ويسندون إليه تلك الأفعال. وهذا أحسن ما قيل في تفسيره.

## ذكر الدّهْرُ في القرآن الكريم
- قالالله تعالى :﴿وَقَالُوا مَا هِيَ إِلَّا حَيَاتُنَا الدُّنْيَا نَمُوتُ وَنَحْيَا وَمَا يُهْلِكُنَا إِلَّا الدَّهْرُ وَمَا لَهُمْ بِذَلِكَ مِنْ عِلْمٍ إِنْ هُمْ إِلَّا يَظُنُّونَ ۝٢٤﴾ - سورة الجاثية.
- قالالله تعالى :﴿هَلْ أَتَى عَلَى الْإِنْسَانِ حِينٌ مِنَ الدَّهْرِ لَمْ يَكُنْ شَيْئًا مَذْكُورًا ۝١﴾ - سورة الإنسان.

## النهي عن سب الدهر
- فقد ورد في الحديث القدسي: يؤذيني ابن آدم يسب الدهر وأنا الدهر بيدي الأمر أقلب الليل والنهار.

[رواه البخاري وأبو داود]
- عن أبي هريرة رضي الله تعالى عنه، قال الخطابي: معناه أنا صاحب الدهر ومدبر الأمور التي ينسبونها إلى الدهر فمن سب الدهر من أجل أنه فاعل هذه الأمور عاد سبه إلى ربه الذي هو فاعلها، وإنما الدهر زمان جعل ظرفا لمواقع الأمور.
- وكانت عادتهم إذا أصابهم مكروه أضافوه إلى الدهر فقالوا: بؤساً للدهر، تباً للدهر.
- ولا تعارض بين هذا الحديث القدسي وبين قوله تعالى (في يوم نحس مستمر) فنحوسة هذا اليوم بالنسبة لهم لا إلى ذات اليوم، فمن المعلوم أن ذلك اليوم لم يكن نحساً على الصالحين، بل على الكفار من قوم عاد، وكان يوم نصر وتأييد للمؤمنين الصادقين.

قال الشافعي في تأويل هذا الحديث: والله أعلم أن العرب كان من شأنهم أن تذم الدهر وتسبه عند المصائب التي تنزل بهم من موت أو هرم أو تلف أو غير ذلك...
ويقولون أصابتهم قوارع الدهر وابادهم الدهر فيجعلون الليل والنهار يفعلان الأشياء فيذمون الدهر بأنه الذي يفنيهم ويفعل بهم، فقال رسول الله ﷺ: لا تسبوا الدهر على أنه الذي يفنيكم والذي يفعل بكم هذه الأشياء فإنكم إذا سببتم فاعل هذه الأشياء إنما تسبون الله تبارك وتعالى، فإنه فاعل هذه الأشياء.
والحديث صريح في النهي عن سب الدهر مطلقاً، سواء اعتقد أنه فاعل أو لم يعتقد ذلك.
وذكر ابن القيمأن سب الدهر فيه ثلاث مفاسد:
1. الأولى: سبه ممن ليس أهلاً للسب، فإن الدهر خلق مسخر من خلق الله منقاد لأمره متذلل لتسخيره فسابه أولى بالذم والسب منه.
2. الثانية: أن سبه متضمن للشرك، فإنه سبه لظنه أنه يضر وينفع.
3. الثالثة: أن السب منهم وقع على من فعل هذه الأفعال.

وقوله في الحديث: أنا الدهر قال الخطابي معناه: أنا صاحب الدهر ومدبر الأمور التي ينسبونها إلى الدهر، وإنما الدهر زمان جعل ظرفاً لمواقع الأمور، ولهذا قال في الحديث: وأنا الدهر بيدي الأمر أقلب الليل والنهار. والدهر ليس من أسماء الله ولو كان كذلك لكان الذين قالوا: وما يهلكنا إلا الدهر مصيبين. فمن وقع في ذلك فعليه التوبة والاستغفار.

## أبيات شعر عن الدهر
- قال الإمام علي بن أبي طالب

- وقال آخر

- وقال الفرزدق

## مقالات ذات صلة
- القرآن الكريم
- الإسلام
- أركان الإسلام
- توحيد
- محمد بن عبد الله
- عبادة
- دراسات إسلامية

## وصلات خارجية
- الفتاوى الإسلامية.
- دليل المواقع الإسلامية المتكامل.
- الشبكة الإسلامية.
- موقع الإسلام موقع متعدد اللغات.
- الموسوعة الحديثية الإلكترونية